# ریل مک کوی (معبر)
ریل مک کوی (معبر) (به انگلیسی: Real McCoy (ferry)) یک کشتی است. این کشتی در سال ۱۹۴۵ ساخته شد.